# Expedition
Expedition, met als ondertitel "Being an Account in Words and Artwork of the 2358 A.D. Voyage to Darwin IV" is een sciencefictionboek van kunstenaar Wayne Douglas Barlowe en beschrijft een 24e-eeuwse expeditie naar de planeet Darwin IV.
In de 24e eeuw is de uitputting van de Aarde zo groot, dat het massaal uitsterven van plant- en diersoorten het gevolg is. Onder begeleiding van de Yma, een buitenaards humanoïde ras, begint de mens de Aarde weer te herstellen. Wanneer een onbemande ruimtesonde bewijs levert van nieuw buitenaards leven, wordt er een expeditie gehouden om dit te bestuderen. 
Wayne Barlowe, de schrijver van het boek, wordt uitgekozen om een artist’s impression te maken van Darwin IV. De manier waarop hij zijn aantekeningen, schetsen, logboek en schilderijen presenteert is vergelijkbaar met die van natuuronderzoeker John James Audubon. Barlowe beschrijft een groot aantal buitenaardse levensvormen, zoals de Raybacks, Gyrospinters, Butchertrees, Emperor Sea Striders, Prismalopes en Eosapiens. In tegenstelling tot veel aliens uit populaire sciencefictionboeken, zijn de organismen uit Expedition bijna niet vergelijkbaar met aardse levensvormen. Zo hebben alle dieren op Darwin IV geen ogen of kaken en zijn de meeste lichamelijke vormen niet terug te vinden op Aarde.